# Allgemeines Vorlesungswesen
Das Allgemeine Vorlesungswesen der Universität Hamburg ist eine Vorlesungsreihe in den Räumen der Universität Hamburg, die sich ausdrücklich an alle Menschen richtet. Es gibt keine Zugangsvoraussetzungen, jeder kann mitmachen.
Die Themen werden von den Universitätsprofessoren organisiert und betreut. Im Wintersemester 2011/2012 nahmen über 20.000 Menschen an den Veranstaltungen teil. Angeboten wurden zum Beispiel Vorlesungen über Religion, über Raketen und über Gesundheit.

Die Veranstaltungen des Sommersemesters 2012 fanden von Anfang April bis Anfang Juli in den Hörsälen der Universität Hamburg statt. Es wurden auch Vorlesungen über die Geschlechtergerechtigkeit, über das Altern und über Behinderung angeboten.

## Geschichte
1613 wurde in Hamburg das Akademische Gymnasium errichtet. Es wurde geschaffen, um den Abiturïenten einen Übergang vom Gymnasium zur Universität zu bieten; nur diese Gruppe wurde unterrichtet. 1764 wandte sich der Professor Johann Georg Büsch erstmals mit einer Vorlesung ausdrücklich an die Allgemeinheit. Es bestand großes Interesse, und es wurden weitere Vorlesungen veranstaltet. 1837 wurde für dieses allgemeine Vorlesungswesen eine gesetzliche Grundlage geschaffen. 1883 wurde das akademische Gymnasium aufgelöst; durch das Gesetz konnte das Allgemeine Vorlesungswesen weiterbestehen. 1895 wurde das Allgemeine Vorlesungswesen von Werner von Melle reformiert und ausgebaut. Es wurden mehr Themen angeboten und zu Themenreihen zusammengefasst, um den Bürgern einen Überblick bieten zu können. Die Hörerzahlen stiegen kontinuierlich an. Im Wintersemester 1913/1914 besuchten über 10.000 Menschen beiden Geschlechts die Vorlesungen. Die meisten kamen zu mehreren Veranstaltungen, so dass insgesamt 116.000 Besucher gezählt wurden.
Das strategische Ziel des damaligen Akademischen Gymnasiums, auf die Errichtung einer Universität in Hamburg hinzuwirken, wurde durch das Allgemeine Vorlesungswesen ein Stück weit Realität. Zweifel in der Bürgerschaft über die Notwendigkeit einer Universität in der Kaufmannsstadt Hamburg und schließlich der Ausbruch des Ersten Weltkriegs schoben die Universitätsgründung weiter hinaus. Erst im März 1919 beschloss die erste demokratisch gewählte Bürgerschaft die Gründung der Universität Hamburg durch ein vorläufiges Universitätsgesetz. Das Allgemeine Vorlesungswesen wurde durch die Oberschulbehörde zu einer Volkshochschule ausgebaut. Ein entsprechendes Hochschulgesetz wurde 1921 vorgelegt. Mit der Machtgabe an die Nationalsozialisten wurde eine Seekriegsgeschichtliche Vortragsreihe eingeführt. 1943 wurde das Allgemeine Vorlesungswesen kriegsbedingt eingestellt. 1947 wurde die im Dritten Reich begonnene Praxis, reguläre Lehrveranstaltungen auch im Allgemeinen Vorlesungswesen anzubieten, fortgeführt, sie fand allerdings nur ein geringes Interesse. Im April 1959 wurde das Allgemeine Vorlesungswesen abgeschafft.
Zwanzig Jahre später entstanden neue Pläne zur Errichtung eines Allgemeinen Vorlesungswesens, das wieder gezielt außeruniversitäre Interessen mit eigenen Themen hatte. 1982 wurde das Allgemeine Vorlesungswesen an der Universität Hamburg als selbstständige Veranstaltungsreihe wiedererrichtet.